# Anarolius rufescens
Anarolius rufescens là một loài ruồi trong họ Asilidae. Anarolius rufescens được Theodor miêu tả năm 1980. Loài này phân bố ở vùng Cổ Bắc giới và châu Á.